# پل بولکه
پل بولکه (به انگلیسی: Paul Bulcke) (زاده ۱۹۵۴) کارآفرین و مدیر ارشد اجرایی بلژیکی است، که اکنون به‌عنوان مدیر عامل اجرایی شرکت نستله فعالیت می‌نماید.
وی در سال ۱۹۷۹ به نستله پیوست و سال‌ها در شعبه‌های این شرکت در کشورهای مختلف همچون سوئیس، اسپانیا، بلژیک، پرو، اکوادور، شیلی، پرتغال، جمهوری چک، آلمان و ایالات متحده آمریکا فعالیت کرد، تا این‌که در ماه سپتامبر ۲۰۰۷ به ریاست شرکت نستله منصوب گردید. بولکه به زبان‌های هلندی، فرانسه، اسپانیایی، پرتغالی، آلمانی و انگلیسی تسلط دارد.